# Raymond Braine
Raymond Braine (Antwerpen, 1907. április 28. – Antwerpen, 1978. december 24.) belga labdarúgó, csatár.

## Karrierje
Braine első egyesülete a Beerschot AC volt, ahol a belga bajnokságban is bemutatkozhatott. Első meccsén az ellenfél a Daring Club Molenbeek volt, a végeredmény pedig 3-0-s vereség lett. Braine abban a szezonban további négy meccsen lépett pályára, ezeken négy gólt szerzett. Érdekesség, hogy a csapat tagja volt Raymond testvére, Pierre is. Második idényében Braine megszerezte első bajnoki címét, ezt még három követte, 1925-ben, 1926-ban és 1928-ban.
Mivel akkoriban a belga labdarúgók hivatalosan amatőr státuszúak voltak, legtöbben nem hivatalos úton kaptak pénzt csapatuktól, illetve kávézóüzemeltetésből egészítették ki a jövedelmüket. Utóbbi kategóriába tartozott Braine is, ezt a bevételforrást a belga szövetség azonban igyekezett ellenőrzése alá vonni, hosszabb távon megtiltani a játékosoknak, hogy így jussanak plusz pénzhez. Így Braine úgy döntött, hogy külföldre igazol. Első terve az volt, hogy Angliába igazol, a Clapton Orient le is igazolta volna, azonban nem kapott munkavállalási engedélyt, így végül a csehszlovák Sparta Prahába igazolt.
A Sparta Prahával 1932-ben és 1936-ban is bajnoki címet ünnepelhetett, valamint 1935-ben megnyerte a Mitropa-kupát is. Egyéni szinten a legnagyobb elismerése két csehszlovák gólkirályi cím volt.
Az 1934-es vb előtt a csehszlovák szövetség százezer koronával együtt csehszlovák állampolgárságot ajánlott neki, ő azonban ezt visszautasította.
1937-ben visszatért a Beerschothoz, és újabb két alkalommal megnyerte a bajnokságot, 1938-ban pedig már a belga válogatottal játszott a világbajnokságon. 1943-ban még egy évre elszerződött a La Forestoise-hoz védőként, ezután vonult vissza.

## Sikerek
- Belga bajnok: 1924, 1925, 1926, 1928, 1938, 1939
- Csehszlovák bajnok: 1932, 1936
- Mitropa-kupa: 1935